# The Stolen Engine
The Stolen Engine è un cortometraggio muto del 1914 diretto da  J.P. McGowan. È il quarto episodio del serial The Hazards of Helen

## Produzione
Il film fu prodotto dalla Kalem Company.

## Distribuzione
Distribuito dalla General Film Company, il film - un cortometraggio in una bobina - uscì nelle sale cinematografiche USA il 5 dicembre 1914.